# Witbandheremiet
De Witbandheremiet (Pseudochazara anthelea) is een vlinder uit de familie van de Nymphalidae, uit de onderfamilie van de Satyrinae. De soort is voor het eerst wetenschappelijk beschreven als Papilio anthelea door Jacob Hübner in een publicatie uit 1824.
De soort komt voor op de Griekse eilanden voor de Turkse kust, Cyprus en Turkije.